# Ptychotrema usambarense
Ptychotrema usambarense é uma espécie de gastrópode  da família Streptaxidae.
É endémica da Tanzânia.